# Фондовая биржа Торонто
Фо́ндовая би́ржа Торо́нто (англ. Toronto Stock Exchange) — одна из крупнейших мировых бирж. Создана в 1852 году, в 1878 году была акционирована. В 1934 году объединилась с основным конкурентом — Канадской фондовой и горнопромышленной биржей (Standard Stock and Mining Exchange). В 1977 году запустила первую в мире систему электронной торговли Computer Assisted Trading System (CATS), используемую в настоящее время многими другими торговыми площадками. С 2002 года 100 % акций биржи принадлежат компании TMX Group Inc., куда помимо TSX вошли ещё семь торгово-финансовых компаний.

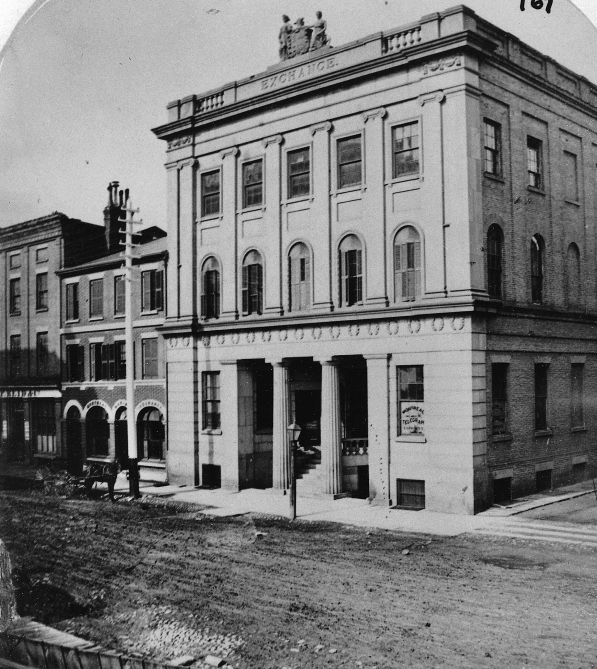
Здание биржи в 1878 году

- Объем торгов: $1,1 трлн (2005 год).
- Листинг: 3758 компаний (2005 год).
- Капитализация: $1,613 трлн (2006 год).
- Прибыль: $63,4 млн (2005 год).
- Основной индекс: S&P/TSX — отражает стоимость акций 280 компаний, вес каждой из которых составляет не менее 0,05 % капитализации индекса.

## События и происшествия
- В 1914 году из-за финансовой паники, спровоцированной началом первой мировой войны, была закрыта на три месяца.
- 19 октября 1987 года основной индекс TSX 300 потерпел крупнейшее падение в своей истории, потеряв за одну сессию 11,1 %. C 2002 года индекс TSX 300 перешел под управление компании S&P и сменил название на S&P/TSX.